# Budniki (Karpacz)

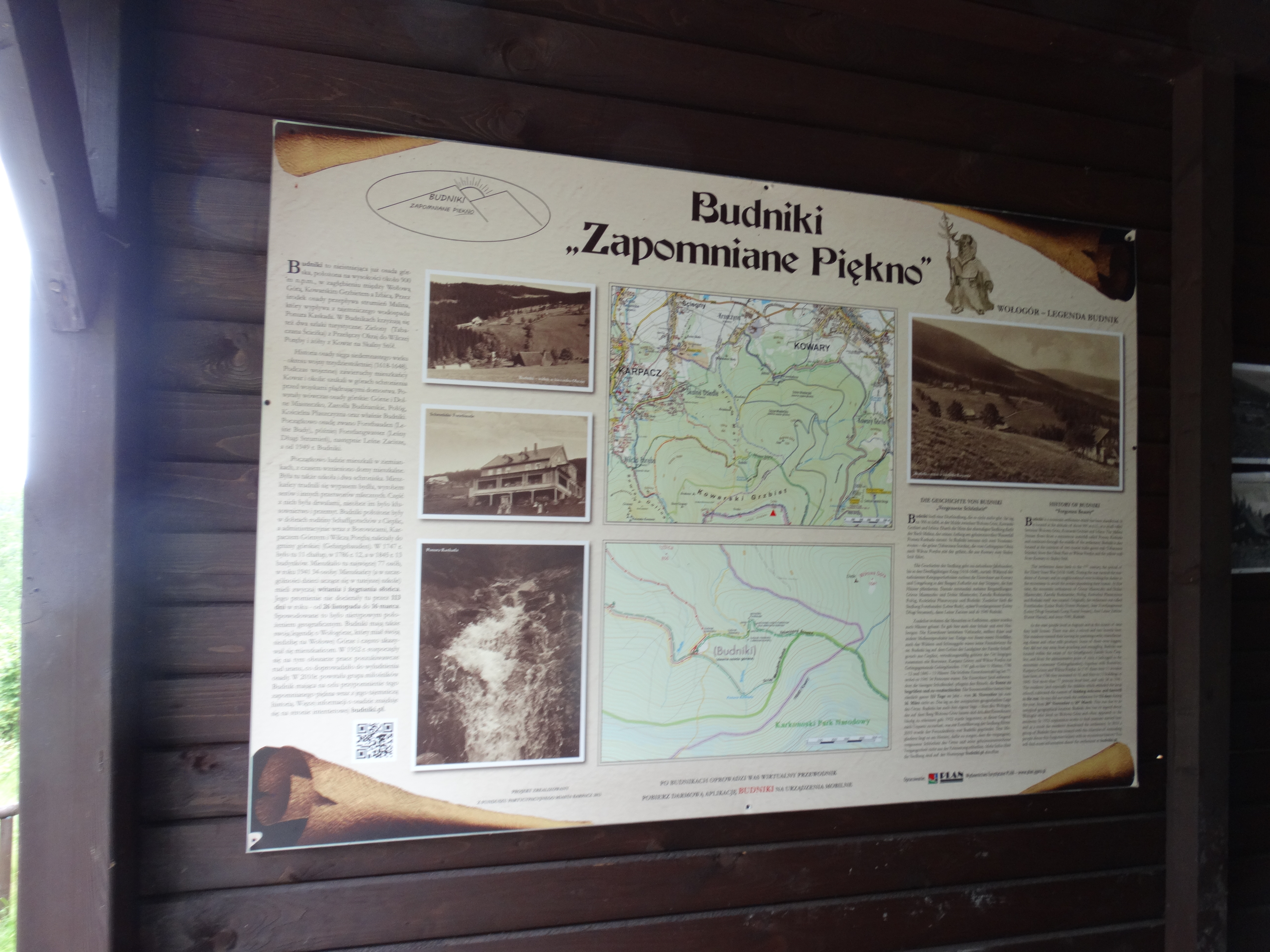
Tablica przedstawiająca historię osady

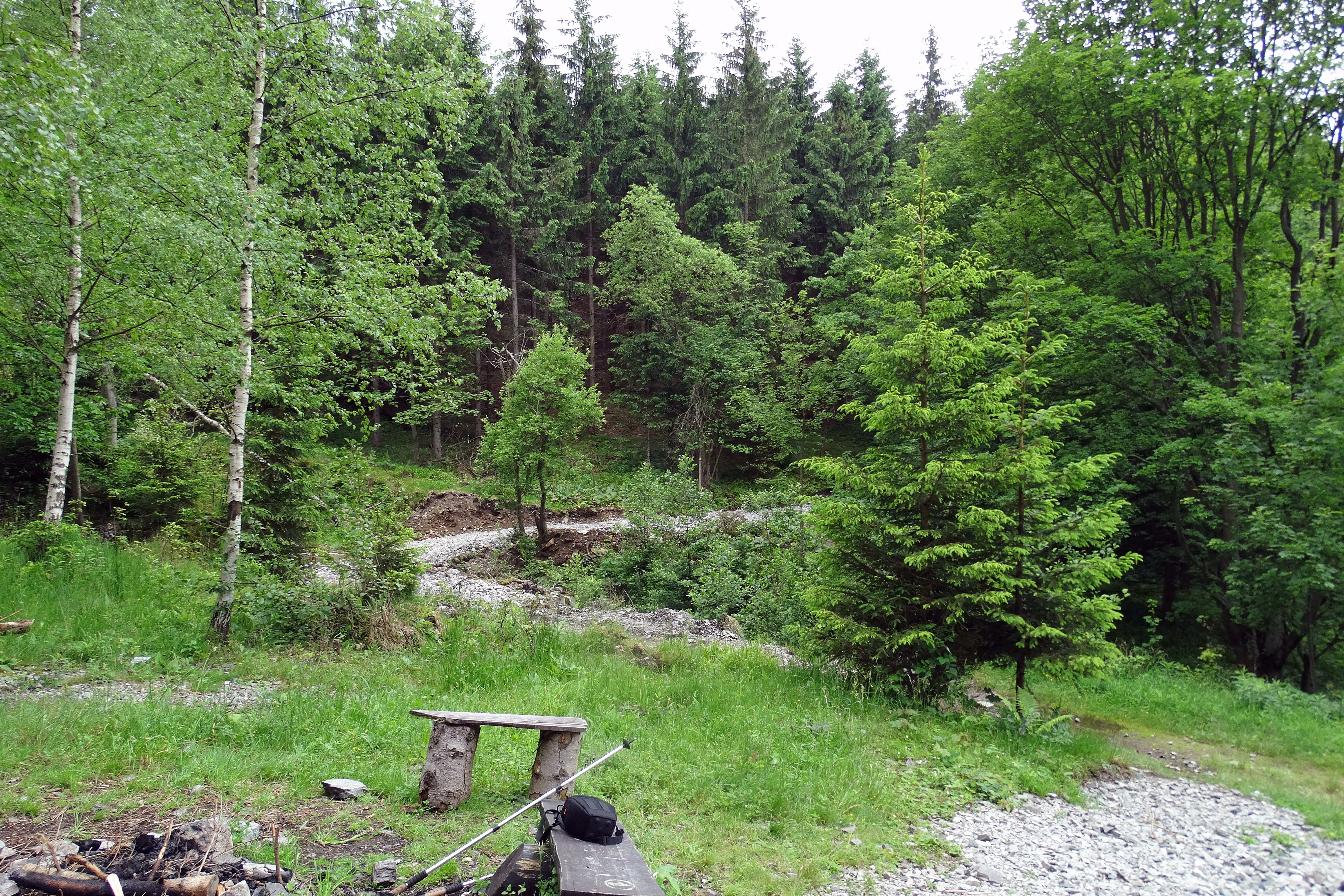
Szlak w kierunku Karpacza

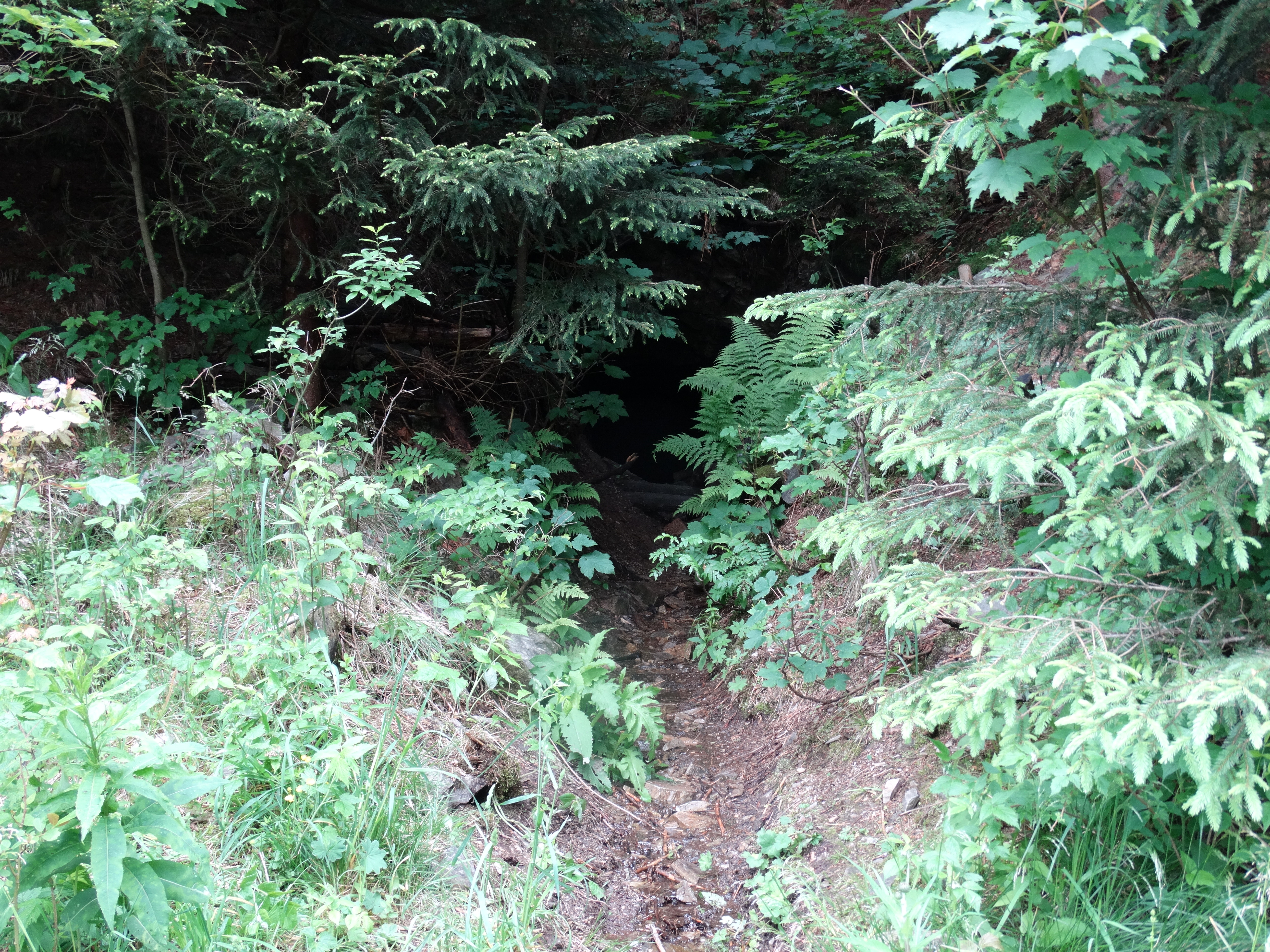
Wejście do sztolni

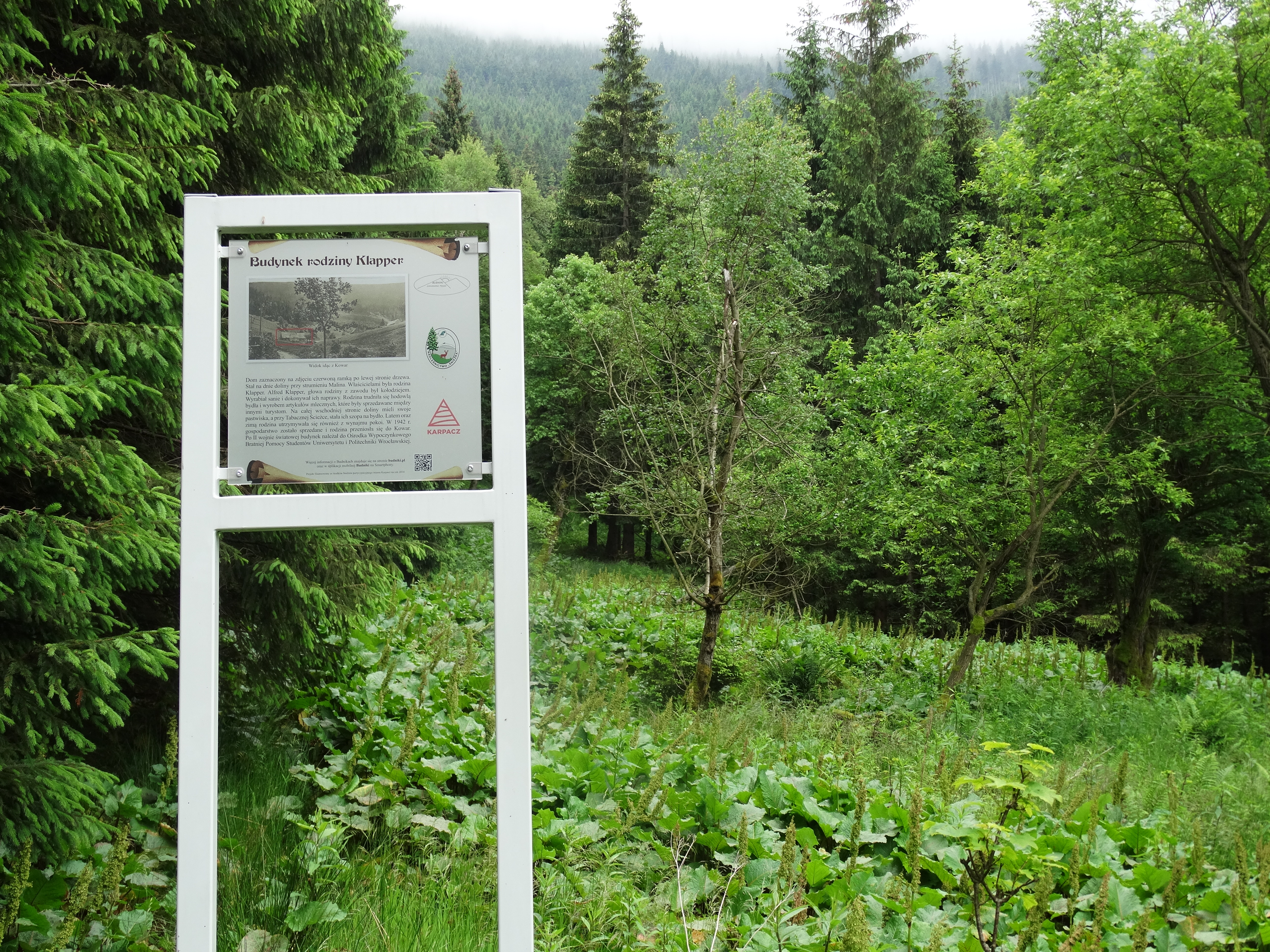
Jedna z tablic informacyjnych w Budnikach

Budniki (niem. Forstlangwasser) – dawna osada w Karkonoszach, na północnym zboczu Kowarskiego Grzbietu, w środku czworokąta utworzonego przez Skalny Stół (1281 m n.p.m.) na południowy zachód, Czoło (1266 m) na południowy wschód, Wołową Górę (1033 m) na północny wschód i Izbicę (856 m) na północny zachód. Obecnie administracyjnie Budniki leżą na terenie Karpacza oraz Kowar. Poza wiatą turystyczną przy węźle szlaków nie ma tu zabudowy.
Osada założona na wysokości ok. 850 m n.p.m. nad potokiem Malina w okresie wojny trzydziestoletniej przez chroniących się w górach mieszkańców okolic Kowar, Karpacza i Wilczej Poręby. W I połowie XIX w. służyła lokalnym przemytnikom szmuglującym Tabaczaną Ścieżką tytoń z Austrii do Prus. Na przełomie XIX i XX wieku w wiosce powstały nawet dwie gospody. W późniejszych latach na terenie wsi funkcjonowała także filia szkoły ewangelickiej. Do 1945 osada liczyła kilkanaście domów, w tym schronisko Forstbaude. 
We wspomnieniach dawnych mieszkańców można przeczytać o występowaniu co zimę grubej pokrywy śnieżnej, która utrudniała komunikację nawet pomiędzy poszczególnymi domostwami. Szczególnie uciążliwy w tym czasie był także brak słońca, które przez 113 dni w roku nie wychodziło ponad masyw Grzbietu Kowarskiego. Z tego względu co roku 26 listopada organizowano pożegnanie, zaś 19 marca przywitanie słońca (faktycznie w różnych miejscach osady słońce pokazywało się po raz ostatni od 12 do 26 listopada, a pojawiało po przesileniu zimowym między 15 a 30 stycznia; w nieistniejącej gospodzie słońce było widoczne po raz ostatni 24 listopada, by pojawić się 18 stycznia). 
Po wojnie tutejsze zabudowania były wykorzystywane przez kilka lat przez stowarzyszenie studenckiej Bratniej Pomocy z Wrocławia. W latach 50. XX wieku prowadzone tu poszukiwania rud uranu spowodowały, że okolica przestała nadawać się do zamieszkania. Pozostała opustoszała polana ze śladami zabudowań oraz resztkami sztolni i hałd.
W 2013 roku udało się pozyskać środki na realizację projektu "Szlak Miłośnik Budnik", w ramach którego na terenie dawnej osady wybudowano wiatę wypoczynkową, ustawiono tam tablicę informacyjną oraz oznaczono miejsca, w których znajdowały się domy oraz obiekty użyteczności publicznej. Wyznakowano także szlaki dojściowe z Osiedla Skalnego w Karpaczu oraz z Wilczej Poręby.
W latach 1891–1940 istniała tam opadowa stacja meteorologiczna (50°46'N 15°48'E, 900 m n.p.m.). Średnie wartości roczne opadów wynosiły 1 094 mm (najwięcej: lipiec 139 mm i sierpień 125 mm, najmniej: styczeń 57 mm i luty 45 mm).
W latach 1952–1953 Zakłady Przemysłowe R-1 z Kowar wybiły na obszarze Budnik sztolnię poszukiwawczą uranu oraz dwie inne poniżej, w dolinie potoku Malina.